# 德拉普-乌里加-贾里特

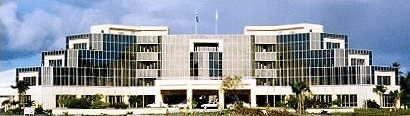
位于德拉普-乌利加-贾里特的马绍尔群岛国会大厦

德拉普-乌里加-贾里特（英語：Delap-Uliga-Djarrit，DUD）是西太平洋岛国马绍尔群岛的首都兼最大城市，位于马朱罗环礁，2012年人口20,301人。
德拉普-乌里加-贾里特的主要医院擁有81张病床。